# Riddim Maniac
Riddim Maniac è il dodicesimo album di Babaman, pubblicato il 21 dicembre 2013. Esso contiene 16 tracce.

## Tracce
1. Io Lo So
2. Riddim Maniac
3. Rasta Ti Canta
4. Feelin Irie
5. Bad Mind
6. Lo Rimettono Da Capo
7. Star – con Kgman
8. Jah Is My Light
9. Golden Bass
10. Non C'è Spazio
11. Dovevi Essere Mia
12. I-Man
13. È Inutile Che Corri
14. Business War
15. Piantagione
16. Rivelazione Mistica